# Rio Branco SC
Der Rio Branco Sport Club, in der Regel Rio Branco do Paraná oder Rio Branco genannt, ist ein Fußballverein aus Paranaguá im brasilianischen Bundesstaat Paraná.
Aktuell spielt der Verein in der vierten brasilianischen Liga, der Série D.

## Erfolge
- Campeonato do Interior Paranaense: 1948, 1955
- Staatsmeisterschaft von Paraná – 2nd Division: 1995

## Stadion
Der Verein trägt seine Heimspiele im Estádio da Estradinha in Paranaguá aus. Das Stadion hat ein Fassungsvermögen von 8000 Personen.

## Trainerchronik
Stand: Mai 2025
| Trainer         | Nation    | von                | bis               |
| --------------- | --------- | ------------------ | ----------------- |
| Itamar Schulle  | Brasilien | 19. Februar 2007   | 2. März 2007      |
| Leandro Niehues | Brasilien | 16. Februar 2016   | 9. März 2016      |
| Ary Marques     | Brasilien | 14. Februar 2017   | 31. Dezember 2017 |
| Maurilio        | Brasilien | 20. Januar 2018    | 8. März 2018      |
| Tcheco          | Brasilien | 24. September 2019 | 17. März 2020     |
| Victor Annes    | Brasilien | 1. Januar 2021     | 30. Juni 2022     |
| Norberto        | Brasilien | 1. Januar 2023     | 27. Februar 2023  |
| Fahel Júnior    | Brasilien | 3. Mai 2024        | 31. Januar 2025   |
| Paulo Massaro   | Brasilien | 31. Januar 2025    |                   |